# Сражение при Каштелу-Родригу
Сражение при Каштелу-Родригу (порт. Batalha de Castelo Rodrigo) или сражение при Сальгаделе произошло между испанскими и португальскими войсками 7 июля 1664 года во время Войны за независимость Португалии недалеко от Фигейра-ди-Каштелу-Родригу.
После неудавшейся попытки португальцев под командованием Педру Жака ди Магальяйнша взять Собрадильо, поскольку артиллерия не прибыла вовремя из-за трудностей с переправой через Агеду, испанские силы численностью 4000 пехотинцев и 700 кавалеристов, 9 пушек, 500 повозок с провиантом и боеприпасами под командованием герцога Осуна прорвалась на территорию Португалии через границу в округе Бейра и осадили замок Каштелу-Родригу.
В замке Кастелу-Родригу в то время находился небольшой гарнизон численностью всего 150 человек, который оказал сопротивление. Но ему требовалась помощь.
Предупрежденный о вторжении испанцев военный губернатор Бейры Педру Жак ди Магальяйнш поспешно собрал 2500 пехотинцев, 500 кавалеристов, 2 орудия и бросился на помощь Кастелу-Родригу. Португальцы воспользовались ночной тишиной, чтобы продвинуться незамеченными, и утром 7 июля оказались недалеко от испанских войск.
Магальяйнш приказал трубить атаку, звук которой указал герцогу Осуне на присутствие войск противника. Это вынудило испанские войска снять осаду и отойти к Сальгаделе и Мата-де-Лобос, за Рибейра-де-Агиар. Здесь две армии построились для боя. Отразив первый атаку противника, португальский командующий, воспользовавшись усталостью испанских войск, контратаковал и захватил их артиллерию, а затем обратил в бегство войска противника. Местная традиция гласит, что герцогу Осуне удалось сбежать, переодевшись монахом. В руки португальцев попал архив герцога. В результате сражения испанцы потеряли погибшими более тысячи человек, португальцами было взято более тысячи пятисот пленных.
Португальские войска не преследовали, и остатки побежденной испанской армии были собраны в Сан-Фелисес-де-лос-Гальегос, у моста через реку Агеда.